# Ah Chong Island
Ah Chong Island är en ö i Australien. Den ligger i delstaten Western Australia, omkring 1 300 kilometer norr om delstatshuvudstaden Perth. Arean är 0,31 kvadratkilometer. Den sträcker sig 1,0 kilometer i nord-sydlig riktning, och 0,5 kilometer i öst-västlig riktning.
Stäppklimat råder i trakten. Genomsnittlig årsnederbörd är 335 millimeter. Den regnigaste månaden är juni, med i genomsnitt 116 mm nederbörd, och den torraste är juli, med 1 mm nederbörd.